# Ana de Castro Osório
Ana de Castro Osório (Mangualde, 18 giugno 1872 – Lisbona, 23 marzo 1935) è stata una scrittrice, pedagoga e attivista portoghese, oltre ad essere giornalista, editrice e femminista.

## Biografia
Figlia del giudice e bibliografo João Baptista de Castro e di Mariana Osório de Castro Cabral e Albuquerque, che proveniva da una nota famiglia portoghese, crebbe in un ambiente culturalmente privilegiato avendo accesso alla vasta biblioteca dei genitori e avvicinandosi sin da bambina alla letteratura. Nel 1895 si trasferì con la famiglia a Setúbal, dove iniziò la sua carriera di scrittrice all'età di 23 anni.
Si sposò il 10 marzo 1898 nella chiesa di Nossa Senhora da Anunciada con il poeta Francisco Paulino Gomes de Oliveira (1864-1914), membro del Partito Repubblicano portoghese. Da questo matrimonio nacquero due figli: João (1899-1970) che ben presto rivelò una vocazione per la letteratura e si dedicò alla politica di stampo conservatore negli anni '20, e José (1900-1964), anche lui scrittore, che divenne negli anni '30 uno dei più grandi sostenitori di un avvicinamento tra Portogallo e Brasile.
Ana de Castro Osório fu una pioniera in Portogallo nella lotta per l'uguaglianza dei diritti tra uomini e donne, e nel 1910, in seguito alla nascita della Prima Repubblica Portoghese, collaborò con il ministro della giustizia Afonso Costa all'elaborazione della legge del divorzio e alla modifica di alcuni articoli del codice civile del 1867.
L'anno successivo Paulino de Oliveira fu nominato console del Portogallo a São Paulo e la coppia si trasferì in Brasile: qui Ana rimase fino alla morte del marito, vittima di tubercolosi nel marzo del 1914. Tornata in Portogallo si stabilì nella casa di famiglia a Lisbona e, a partire da questo momento, iniziò a scrivere riguardo all'intervento portoghese nella Prima Guerra Mondiale, difendendolo.
Morì a Lisbona il 23 marzo del 1936 all'età di 62 anni.

## Femminismo e letteratura
Ana de Castro Osório scrisse, nel 1905, Mulheres Portuguesas, il primo manifesto femminista portoghese. Nel 1907, con altre leader femministe come Maria Veleda e Ana Augusta Castilho, fu iniziata in massoneria (col nome simbolico di Leonor Fonseca Pimentel) da Sebastião de Magalhães Lima (1850-1928), Gran maestro del Grande Oriente Lusitano nel 1906-1907 , e insieme formarono una loggia femminile indipendente col nome di Humanidade e, nello stesso anno, fondò il Grupo Português de Estudos Feministas (1907). Due anni più tardi, insieme ad Adelaide Cabete e Fausta Pinto da Gama, fondò la Liga Republicana das Mulheres Portuguesas (1909) e in seguito diresse la Associação Portuguesa de Propaganda Feminista, fondata nel 1911 da Adelaide Cabete e Carolina Beatriz Angelo. Nel 1916 fondò la Comissão Feminina Pela Pátria dalla quale nacque, nello stesso anno, la Cruzada das Mulheres Portuguesas.
Nel 1915 venne scelta come delegata della Camera Municipale di Cuba al Congresso Municipalista di Évora, dove presentò la sua tesi La donna nell'agricoltura, nelle industrie regionali e nell'amministrazione municipale. L'anno successivo fu nominata dal ministro del lavoro portoghese, António Maria da Silva, Vice Ispettrice dei Lavori Tecnici Femminili.
Castro Osório, sensibilizzata dall'opera pedagogica di compatriote femministe come Alice Pestana, dedicò parte della sua vita alla letteratura infantile. Non trovando alcun editore disponibile a pubblicare i suoi lavori, creò la casa editrice Livraria Editora Para as crianças a Setúbal, dove pubblicò tra il 1897 e il 1935 una collezione omonima in fascicoli che la renderà nota come pioniera della letteratura infantile portoghese. Successivamente fondò la casa editrice Emersa Lusitânia. Molti dei suoi libri sono stati adottati come libri di testo, sia in Portogallo che in Brasile, come ad esempio A Minha Patria (1906) e Viagens Aventurosas de Felicio e Felizarda ao Brasil(1923).
Nel corso degli anni avviò una fitta corrispondenza con altre femministe come Maria Lacerda de Moura, brasiliana, e Carmen de Burgos, spagnola, oltre che con lo scrittore Monteiro Lobato, brasiliano. Collaborò anche a diverse pubblicazioni periodiche, tra cui: A ave azul (1899-1900), Branco e Negro (1896-1898), Brasil-Portugal (1899-1914), A Leitura (1894-1896), Serões  (1901-1911) e A Farça (1909-1910). Nel 1924 pubblicò l'opera A Grande Aliança nella quale riunì le conferenze che tenne in Brasile, con l'idea di unire culturalmente i due Paesi (come si nota anche dalla corrispondenza con Lacerda de Moura e Lobato).
Nei suoi testi tratta gli argomenti a lei più cari: l'attenzione per l'infanzia, l'ideale di fusione fra Portogallo e Brasile (e talvolta anche tra Portogallo e Spagna) e il suo interesse nel difendere i diritti della donna. In tutte queste questioni la sua visione è profondamente integrazionista e fortemente nazionalista.

## Onorificenze e riconoscimenti
Nel 1976, la Camera Municipale di Lisbona omaggiò la scrittrice dando il suo nome ad una via nella zona di Quinta dos Condes de Carnide, a Carnide.
Nella biblioteca di Belém (Lisbona) è presente una sezione specializzata in Ana de Castro Osório.

## Opere

### Letteratura infantile
- Nella collezione Para as crianças:
  - Contos tradicionais portugueses, 10 volumi
  - Contos, Fábulas, Facécias e Exemplos da Tradição Popular Portuguesa[16]
  - Contos de Grimm (traduzione dal tedesco)
  - Alma infantil, 1899
  - Animais, 1903
  - A boa mãe: livro de premios escolares, 1908
  - Boas crianças
  - Histórias escolhidas (traduzione dal tedesco)
  - Viagens aventurosas de Felício e Felizarda ao Pólo Norte, 1922
  - Viagens aventurosas de Felício e Felizarda ao Brasil, 1923

#### Teatro infantile
- A comédia da Lili, 1903
- Um sermão do sr. Cura, 1907

### Narrativa
- Infelizes: histórias vividas, 1892
- Quatro Novelas, 1908
- Ambições: romance. Lisbona, Guimarães Libânio, 1903.[17]
- Bem prega Frei Tomás (commedia), 1905

### Saggi
- In A Bem da Pátria:
  - As mães devem amamentar seus filhos
  - A educação da criança pela mulher
- A Grande Aliança: A Minha Propaganda no Brasil. Lisbona: Ed. Lusitania, 1890.[18]
- A Garrett no seu primeiro centenário, 1899
- A nossa homenagem a Bocage, 1905
- A minha Pátria, 1906
- A mulher no casamento e no divórcio, 1911.[19]
- Às mulheres portuguesas. Lisbona: Viúva Tavares Cardoso, 1905.[20][21]